# Aroldo Casali
Aroldo Casali (Forlì, 18 ottobre 1925 – San Marino, 10 febbraio 2015) è stato un tiratore a segno sammarinese.

## Biografia
Nato nel 1925 a Forlì, a 34 anni partecipò ai Giochi olimpici di Roma 1960, nella gara di pistola 50 metri, chiudendo 64º con 271 punti.
È morto nel febbraio 2015, a 89 anni. 